# Louise Monot
Louise Monot (Parijs, 30 december 1981) is een Franse actrice. Ze begon haar carrière als mannequin en debuteerde als filmactrice in Le Complexe d'Olympe in 1999. Monot speelde behalve in Franse producties in 2007 in de Noorse film Tatt Av Kvinnen van regisseur Petter Næss.

## Televisiewerk
- 1999 - Le Complexe d'Olympe
- 2000 - La Vie devant nous (14 episoden)
- 2000 - Les Cordier, juge et flic
- 2001 - La Ligne noire
- 2001 - Un homme en colère
- 2002 - La Deuxième vérité
- 2002 - Le Grand patron
- 2002 - Louis la brocante
- 2003 - Le Bleu de l'océan
- 2003 - Nos vies rêvées
- 2004 - Un amour à taire
- 2005 - Ange de feu
- 2005 - Béthune sur Nil
- 2006 - L'Avare
- 2007 - La Prophétie d'Avignon (8 episoden)

## Films
- 2005 - Hell
- 2006 - Prête-moi ta main
- 2007 - MR 73
- 2007 - Tatt Av Kvinnen (Noorse film)
- 2009 - Ruiflec, le village des ombres
- 2009 - OSS 117 : Rio ne répond plus
- 2010 - Les Petits Mouchoirs
- 2012 - Plan de table

## Korte films
- 1999 - Tempête en abîme
- 2004 - À poil!

## Theater
- 2004-2006 - Brooklyn Boy

## Prijzen
Louise Monot heeft reeds 2 prijzen ontvangen :
- 2005 : Prijs voor de jongste beloftevolle actrice op het filmfestival van Bagnères-de-Luchon, voor haar rol in Un amour à taire.
- 2005 : Prijs op het festival van Valenciennes.

- Biblioteca Nacional de España: XX5203780
- Bibliothèque nationale de France: cb14835407f (data)
- Gemeinsame Normdatei: 1023036614
- International Standard Name Identifier: 0000 0001 1439 8820
- Library of Congress Control Number: no2009052695
- Système universitaire de documentation: 142392510
- Virtual International Authority File: 24867999
- WorldCat: E39PBJycTWcTRkdqDJcxJx4Xh3